# عبدالاحد خروت
عبدالاحد خروت (انگلیسی: Abdul Ahad Kharot؛ زادهٔ ۱ ژانویهٔ ۱۹۲۶) بازیکن فوتبال اهل افغانستان بود.
وی به همراه  تیم ملی فوتبال افغانستان در بازی‌های المپیک تابستانی ۱۹۴۸ شرکت کرده است.